# Carl Friedrich Philipp von Martius
Carl Friedrich Philipp von Martius (17 d'abril de 1794 – 13 de desembre de 1868) va ser un botànic i explorador alemany.

## Biografia
Martius va néixer a Erlangen on es doctorà 1814. El 1817 marxà al Brasil amb Johann Baptist von Spix Viatjaren des de Rio de Janeiro a les províncies del sud i est del Brasil i ascendiren pel riu Amazones fins Tabatinga.
Al seu retorn a Europa va ser nomenat onservador del jardí botànic de Múnic i el 1826 professor de botànica de la universitat. Va dedicar la seva atenció a la flora del Brasil i publicà Nova Genera et Species Plantarum Brasiliensium (1823–1832, 3 volums.) i Icones selectae Plantarum Cryptogamicarum Brasiliensium (1827). La seva obra per la qual és més conegut és Historia naturalis palmarum (1823–1850) amb 240 cromolitografies. El 1840 començà la seva Flora Brasiliensis, la publicació de la qual es va continuar fins a 1887, per Ignatz Urban.
La seva signatura abreujada com a botànic és Mart..